# Fuscolachnum pteridis
Fuscolachnum pteridis är en svampart som först beskrevs av Alb. & Schwein., och fick sitt nu gällande namn av J.H. Haines 1989. Fuscolachnum pteridis ingår i släktet Fuscolachnum och familjen Hyaloscyphaceae.  Arten är reproducerande i Sverige. Inga underarter finns listade i Catalogue of Life.